# Kamila B. Richter
Pour les articles homonymes, voir Richter.
Kamila B. Richter (née en 1976 à Olomouc) est une artiste contemporaine germano-tchèque.

## Biographie
Richter a un Master of Fine Arts en 2001 et un doctorat en 2010 à l'Académie des beaux-arts de Prague. De 2000 à 2002, elle vit à Durban et Johannesbourg en Afrique du Sud et étudie au Technikon Natal à Durban. Kamila B. Richter vit et travaille aujourd'hui à Düsseldorf et Karlsruhe.
Richter travaille dans l'espace public et institutionnel depuis 1996. Elle participe à des expositions, festivals et symposiums nationaux et internationaux depuis les années 2000. Kamila B. Richter a des expositions individuelles et collectives sur Internet, au Telegrafenamt (Vienne), au Art Center Nabi (Séoul), à la Künstlerhaus (Vienne), au DOX (Prague) et au ZKM Karlsruhe.
Depuis 2011, Kamila B. Richter utilise des téléphones portables obsolètes qui ont un appareil photo pour enregistrer des scènes de rue la nuit en Europe, mais aussi dans des villes d'Asie, d'Amérique du Sud et d'Amérique du Nord. Ses peintures montrent principalement des silhouettes floues d'êtres humains, souvent capturées à contre-jour dans un environnement techniquement résolu. Cette réalité aliénée et médiatisée comme contenu d'image et l'ancienne technique magistrale de la peinture à l'huile, dans laquelle elle traduit ses œuvres en semaines de travail de stratification, rendent visible la tension de la culture visuelle d'aujourd'hui.
En tant que programmatrice dans les premières années du Web (0-System, 1997 et M-System, 1998), Richter laisse des chaînes de zéros et de uns (Emporium Spirit, Black Vortex) dans les salles d'exposition qui émergent, serpentent, se désintègrent et ressuscitent comme Lost Objects, théâtre national de Prague (2015) et Lost, Apollonia, Strasbourg (2016). Au premier trimestre 2017, l'exposition solo LOST au Centro de Arte Contemporáneo Wifredo Lam à La Havane, Cuba est prolongée. Richter réalise une partie de ses projets avec l'artiste Michael Bielický.